# Gent
Gent (nizozemsky a německy Gent, francouzsky Gand) je město v Belgii. Leží na soutoku Šeldy a Leie přibližně 55 km západně od hlavního města Bruselu a je správním centrem vlámské provincie Východní Flandry. Žije zde přibližně 265 tisíc obyvatel.
Ve středověku byl Gent významným a prosperujícím centrem. Co do počtu obyvatel byl tehdy pouze nepatrně menší než Paříž a větší než například Londýn. Dnes je Gent univerzitním a přístavním městem. Gentský přístav se rozkládá na 36 km² a díky kanálu má spojení s mořem.

## Bývalé obce
Od roku 1977 se obec Gent skládá ze 14 bývalých obcí:

Bývalé obce

- I – Gent
- II – Mariakerke
- III – Drongen
- IV – Wondelgem
- V – Sint-Amandsberg
- VI – Oostakker
- VII – Desteldonk
- VIII – Mendonk
- IX – Sint-Kruis-Winkel
- X – Ledeberg
- XI – Gentbrugge
- XII – Afsnee
- XIII – Sint-Denijs-Westrem
- XIV – Zwijnaarde

## Dějiny

### Nejstarší dějiny
Podle archeologických výzkumů bylo okolí soutoku řek Šeldy a Leie osídleno již v době kamenné a železné. Název města souvisí s jeho geografickou polohou. Pochází totiž pravděpodobně z keltského slova „ganda“, které se dá přeložit jako „soutok řek“. Někdy kolem začátku letopočtu se území octlo pod kontrolou Římanů a v té době na soutoku zmíněných řek začala vznikat osada. Římská nadvláda skončila na začátku 5. století, kdy do oblasti vpadli Frankové a osídlili ji.

### 7. – 9. století
V 7. století do Gentu přišel misionář sv. Amandus, bývalý šlechtic z Akvitánie, aby zde šířil křesťanství. Založil tam dvě opatství – opatství sv. Bavona (Sint-Baafsabdij) a opatství sv. Petra (Sint-Pietersabdij). Díky vytvoření nových církevních institucí se okolí Gentu stalo bezpečnou oblastí, ve které vládl pořádek. Počet obyvatel v okolí obou opatství se zvyšoval a přicházeli rovněž obchodníci z ciziny. Na počátku 9. století za vlády Karla Velikého se obě opatství rychle rozvíjela a jejich význam stoupl zejména poté, co byl jejich společným představeným jmenován Karlův životopisec Einhard.
Slibný vývoj však neměl dlouhého trvání. V letech 879–883 do města vtrhli Vikingové a vyplenili je. Obě opatství byla srovnána se zemí.

### Období vlády flanderských hrabat
Po invazi Vikingů se stal Gent součástí flanderského hrabství, které patřilo k francouzskému království. Na místě dnešního donjonu hradu Gravensteen na levém břehu řeky Leie byla vybudována dřevěná pevnost. Díky tomu se oblast stala opět bezpečnou a začali se v ní usazovat obyvatelé z okolí, kteří se koncentrovali zejména v prostoru mezi Šeldou a Leie. Kvůli nárůstu počtu obyvatel bylo třeba vybudovat nové církevní budovy. Nejvýznamnější z nich byl kostel sv. Jana, dnešní katedrála sv. Bavona.
Během 11. až 13. století se Gent stal důležitým obchodním centrem. Jeho význam spočíval zejména v produkci kvalitního sukna, na jehož výrobě se podílela značná část pracujících obyvatel. Sukno se vyváželo do mnoha zemí, např. do Německa, do Francie, na Pyrenejský poloostrov a dokonce i do oblasti severní Afriky. Naopak do Gentu se z ciziny dováželo různé spotřební zboží, nejdůležitější dovozní surovinou však byla anglická vlna, které bylo zapotřebí pro výrobu sukna.
Společně s rozvojem průmyslu stoupal v Gentu počet obyvatel. Odhaduje se, že ve 13. až 15. století žilo ve městě přibližně 65 000 obyvatel a Gent tak byl po Paříži druhým největším městem Evropy na sever od Alp.

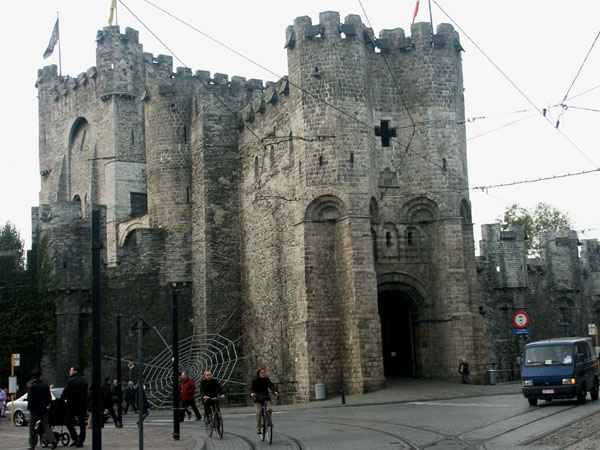
Hrad Gravensteen z roku 1180

Díky ekonomickému vzestupu Gentu bohatla zejména vrstva podnikatelů (původních majitelů půdy). Téměř výlučnou ekonomickou moc v Gentu mělo v rukou méně než padesát rodin. Flanderský hrabě Filip Alsaský měl obavy, že se tyto rodiny budou vměšovat do politických záležitostí a usilovat o osamostatnění Gentu na flanderském hrabství, a aby posílil svoji kontrolu nad městem, nechal roku 1180 přebudovat dřevěnou pevnost na levém břehu řeky Leie na kamenný hrad zvaný Gravensteen.
Majetkové rozdíly mezi majetnou a pracující vrstvou se postupně zvětšovaly a na začátku 14. století se situace stala neúnosnou, a to jak v Gentu, tak i v jiných flanderských městech, např. v Bruggách. Kromě toho v té době došlo ke zhoršení vztahů s francouzským králem Filipem IV. Sličným, který se snažil posílit svoji moc ve Flandrech na úkor flanderského hraběte Víta z Dampierre. Dne 11. července 1302 došlo k bitvě u Kortrijku, která bývá označována jako „bitva zlatých ostruh“. V této bitvě bojovali obyčejní občané flanderských měst společně s flanderským hrabětem proti francouzské armádě, přičemž majetné vrstvy se přidaly na stranu Francie. Oproti očekávání bitva skončila zdrcujícím vítězstvím flanderských občanů. Po této události se situace řemeslníků v Gentu zlepšila. Od té doby byli totiž řemeslníci sdruženi v cechy, které měly možnost podílet se na politickém rozhodování v městské radě.

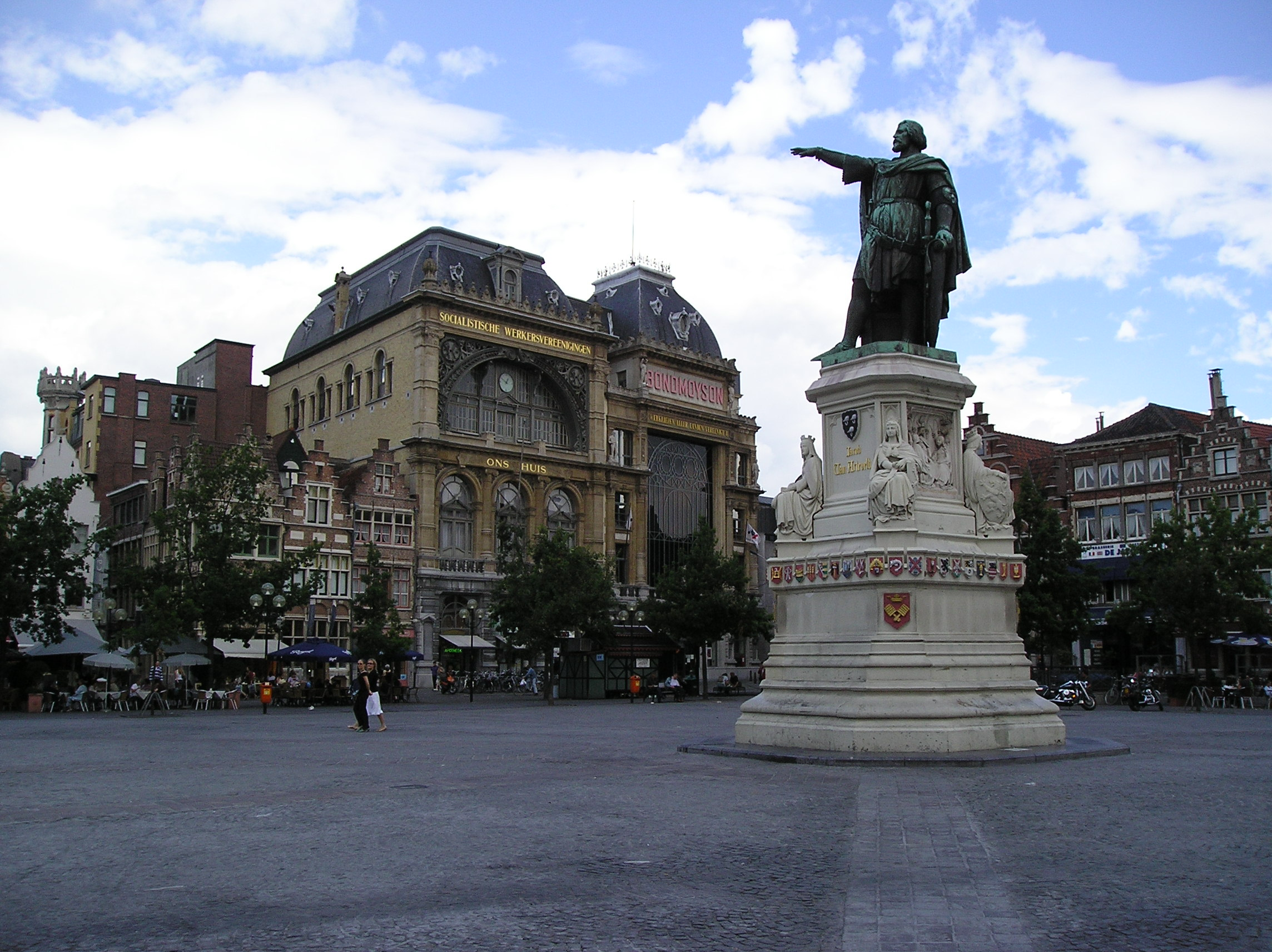
Socha Jacoba van Arteveldeho na Vrijdagmarktu („Páteční náměstí“)

K další krizi došlo během stoleté války. Flanderský hrabě Ludvík I. Flanderský se tehdy přidal na stranu Francie proti Anglii. Z toho důvodu byl přerušen dovoz anglické vlny do Flander, což mělo za následek obrovský nárůst nezaměstnanosti v Gentu a dalších flanderských městech, která byla jednostranně ekonomicky závislá na produkci sukna. V této nepříznivé situaci se obyvatelé Flander bouřili a propuklo lidové povstání, v jehož čele stál bohatý měšťan z Gentu Jacob van Artevelde. Roku 1338 se Artevelde ujal vlády ve Flandrech a hrabě Ludvík I. Flanderský byl nucen uprchnout do Francie. Artevelde se rozhodl vyřešit krizi diplomatickou cestou a navázal kontakt s anglickým králem Edvardem III. Roku 1340 byl Edvard III. pozván do Gentu, kde byl veřejně prohlášen za krále Francie. Po této události byl obnoven dovoz anglické vlny a Jacob van Artevelde zůstal ve Flandrech u moci až do roku 1345, kdy byl zavražděn.

### Období nadvlády Burgundů
Roku 1369 se dcera posledního flanderského hraběte Ludvíka II. Flanderského provdala za burgundského vévodu Filipa Smělého a v letech 1384–1477 byly Flandry součástí burgundského vévodství. V období burgundské nadvlády se v Gentu objevovaly snahy o osamostatnění města, nicméně byly potlačeny. Nakonec Gent utrpěl těžkou porážku od vojska burgundského vévody Filipa III. Dobrého v bitvě u Gavere roku 1453.
Po ekonomické stránce se však Gentu i nadále dařilo, a to i přesto, že produkce sukna již nebyla tak výnosná jako dříve kvůli konkurenci výrobců v jiných městech v Brabantsku, Holandsku a Anglii. Hlavním zdrojem příjmů byl nyní obchod s obilím a s vínem.

### 16. a 17. století
Roku 1500 se v Gentu narodil Karel V., který se později stal císařem Svaté říše římské a králem Španělska. Roku 1506 zdědil po svém otci Filipu Sličném území Burgundska, ke kterému patřila i oblast Nizozemí včetně Flander. Karel V. vedl četné války, které bylo třeba financovat, a proto roku 1537 zavedl v Nizozemí vysoké daně.
To však pobouřilo gentské obyvatele, a tak roku 1539 proběhlo v Gentu povstání. Karel V. osobně přijel do Gentu a povstání tvrdě potlačil.
Kromě toho na město uvalil přísný trest v podobě omezení jeho práv a vůdci povstání museli bosi a s oprátkou kolem krku prosit Karla V. o milost. Od té doby jsou obyvatelé Gentu označováni slovem „stropdrager“ (nebo zkráceně „stropke“), které se dá do češtiny přeložit jako „ten, kdo nese oprátku“.

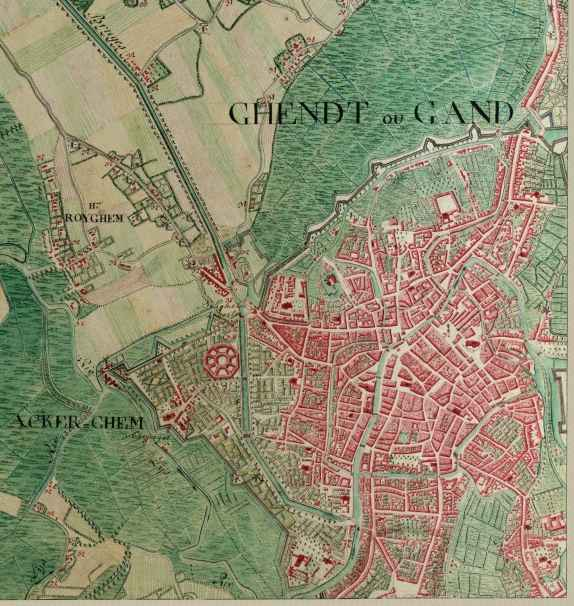
Plán Gentu z roku 1775

Ve druhé polovině 16. století docházelo v Gentu k náboženským konfliktům mezi protestanty a katolíky. Protestanti ničili církevní budovy jako kostely a kláštery. V letech 1577–1584 byl Gent městským státem, ve kterém vládli kalvinisté, nicméně roku 1584 španělská armáda znovu nastolila katolicismus. Mnoho lidí, zvláště protestantů, v té době odešlo do emigrace do severního Nizozemí, Německa nebo Anglie. V první polovině 17. století byly opraveny nebo znovu postaveny církevní budovy, které byly poškozeny nebo zničeny v období náboženských nepokojů.

### 18. a 19. století
V 18. a 19. století se v Gentu opět rozvíjel textilní průmysl a v letech 1824–1827 byl zbudován kanál spojující Gent s městem Terneuzen na pobřeží dnešního Nizozemska. Roku 1814 byla v Gentu podepsána tzv. Gentská smlouva mezi Anglií a USA, ve které se obě strany dohodly na míru po anglicko-americké válce. Po belgické revoluci roku 1830 vznikla v Gentu první odborová organizace v Belgii.

### 20. století
Roku 1913 se v Gentu konala světová výstava EXPO a při té příležitosti byly rekonstruovány některé historické budovy, např. hrad Gravensteen. Během první i druhé světové války bylo město okupováno Němci a v září 1944 byly některé jeho části bombardovány. Po 2. světové válce se v Gentu rozvíjejí různá průmyslová odvětví.

## Ekonomika
Z hlediska hospodářství má Gent dobrou polohu v jádrové oblasti Belgie (vlámský diamant) i celé Evropy (evropský, nebo též modrý banán). V okruhu 300 km žije přibližně 70 milionů obyvatel a nacházejí se zde velká města jako Londýn, Paříž, Amsterdam či Brusel, jakož i hustě osídlené a industrializované oblasti jako Porúří v Německu nebo Randstad v Nizozemsku. Gent má rovněž dobré silniční a železniční spojení a jeho přístav, třetí největší v Belgii, má díky kanálu spojení s mořem.
Gent byl významným hospodářským centrem již v období středověku, kdy byla jeho prosperita založena na produkci sukna.
Ve druhé polovině 20. století zaznamenal Gent výrazný růst ekonomické aktivity v okolí přístavu. Hlavním průmyslovým odvětvím v této oblasti je ocelářství, které poskytuje přibližně 6000 pracovních míst. Největším producentem oceli v Gentu je Sidmar, dceřiná společnost Arceloru, která zde vybudovala ocelárnu v 60. letech.
V gentském přístavu působí rovněž automobilové společnosti Honda a Volvo; Honda využívá přístavu k dovozu aut ze Spojeného království, Japonska a USA, zatímco Volvo vyrábí osobní a nákladní automobily přímo v přístavu.
Mezi další průmyslová odvětví v přístavu patří např. chemie, petrochemie, gumárenský průmysl (společnost Gates), textilní průmysl (společnost Hanes) a potravinářství (mj. společnosti Citrosuco Paulista a Dreyfus, které se zaměřují na ovocné džusy).
V posledních letech se v Gentu rozvíjejí moderní průmyslová odvětví založená na vědě a výzkumu, a to zejména v oblasti biotechnologií (např. farmacie a bioenergie).
Gent má dobré podmínky k rozvoji těchto odvětví, neboť má jednu z nejvýznamnějších univerzit v Beneluxu a tři další vyšší školy a s více než 50 000 studenty a 7500 pracovníky ve výzkumu je největším akademickým městem ve Vlámsku.
Gent je důležitým vlámským centrem zdravotnictví a obchodu, jakož i turisticky vyhledávanou lokalitou.

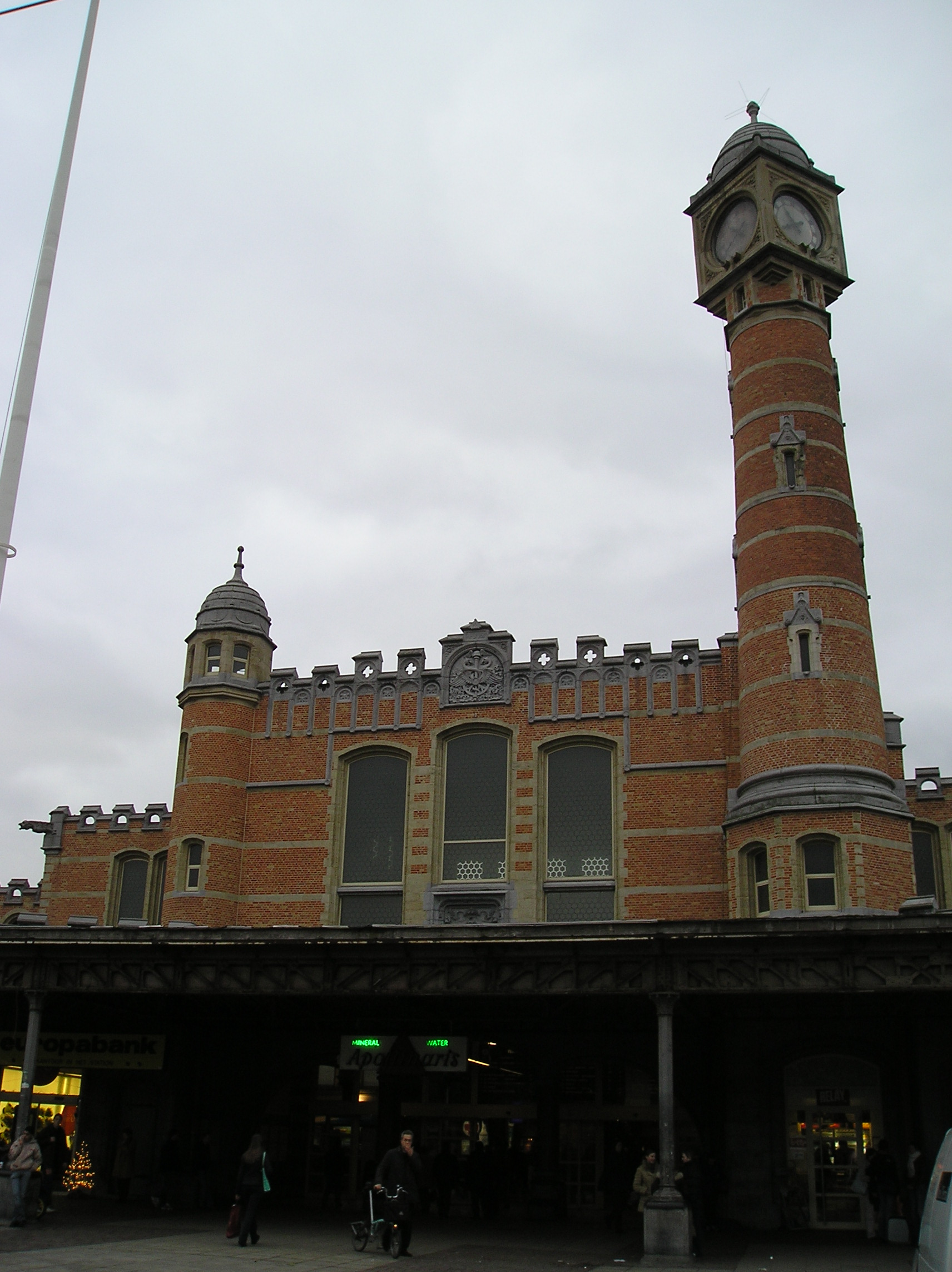
Vlakové nádraží Gent-Sint-Pieters

## Doprava
Gent je významným dopravním uzlem.
Nacházejí se v něm dvě železniční nádraží, Gent-Sint-Pieters a Gent-Dampoort, a procházejí jím evropské silnice E40 (trasa Londýn – Istanbul) a E17 (Lisabon – Stockholm).
Z hlediska lodní dopravy je velice důležitý kanál z Gentu do Tergeuzenu v Nizozemsku, díky kterému má gentský přístav spojení se Severním mořem.
Kanály spojují Gent rovněž s Bruggami a Ostende.
Městskou hromadnou dopravu v Gentu zajišťuje vlámská společnost De Lijn.
Její síť zahrnuje tři tramvajové linky a několik autobusových linek. V letech 1989 až 2009 existovala jedna trolejbusová linka (v té době jediná v Belgii).
Roku 1996 byla v části gentského centra vytvořena pěší zóna a zakázán průjezd motorových vozidel.
Od té doby má Gent největší městské centrum bez automobilového provozu v Belgii.
Do pěší zóny mají neomezený přístup cyklisté.
Motorová vozidla se mohou po pěší zóně pohybovat se zvláštním povolením — to se týká např. hromadné dopravy, zásobování, zdravotní služby, taxislužby a automobilů místních obyvatel.

## Obyvatelstvo
Dne 1. července 2005 mělo město Gent 231 671 obyvatel a v okresu Gent žilo 506 596 obyvatel.
Nezaměstnanost činila dne 1. ledna 1999 7,3 %, což je méně než belgický průměr 9,5 %.
63 % zaměstnaných pracuje ve službách, 25 % v průmyslu a 12 % jsou soukromníci (údaje z roku 1995).
Každý den dojíždí do Gentu za prací 35 000 lidí.

### Vývoj počtu obyvatel
- Zdroj: NIS. Poznámka: údaje z let 1806 až 1970 včetně jsou výsledky sčítání lidu z 31. prosince; od roku 1977 se uvedený počet obyvatel vztahuje k 1. lednu
- 1927: připojení části území obcí Desteldonk, Ertvelde, Evergem, Kluizen, Mendonk, Oostakker, Sint-Kruis-Winkel a Zelzate (+ 8 km² a 1250 obyvatel)
- 1965: připojení obcí Desteldonk, Mendonk a Sint-Kruis-Winkel a části území obcí Kluizen, Oostakker, Wachtebeke a Zaffelare. (+ 31,08 km² a 3200 obyvatel)
- 1977: připojení obcí Afsnee, Drongen, Gentbrugge, Ledeberg, Mariakerke, Oostakker, Sint-Amandsberg, Sint-Denijs-Westrem, Wondelgem, Zwijnaarde; územní změny mezi obcemi Gent (Zwijnaarde) a Merelbeke (rozšíření Gentu: + 87,34 km² a 108 952 obyvatel)

## Školství
Celkově se v Gentu nachází více než 300 různých vzdělávacích zařízení, z toho 82 základních a 61 středních škol.
Gentské školy navštěvuje celkem přibližně 80 tisíc žáků a studentů, z nichž 58 tisíc žije přímo v Gentu.
Gentská univerzita patří mezi nejvýznamnější univerzity v Beneluxu. Zahrnuje 11 fakult a studuje na ní přibližně 27 tisíc studentů, z nichž 1900 jsou cizinci.

## Cestovní ruch
Gent je turisticky atraktivní díky vodním kanálům, muzeím a zejména díky velkému množství zachovalých středověkých staveb v centru města.
Přesto jej v oblasti turistického ruchu zastiňují nedaleké Bruggy.
Je to způsobeno tím, že v 18. a 19. století gentské památky trpěly průmyslovou činností a došlo ke znečištění ovzduší.
Od té doby se však situace zlepšila zejména díky rekonstrukci historických budov.

### Zajímavá místa v centru
- Tři gentské věže

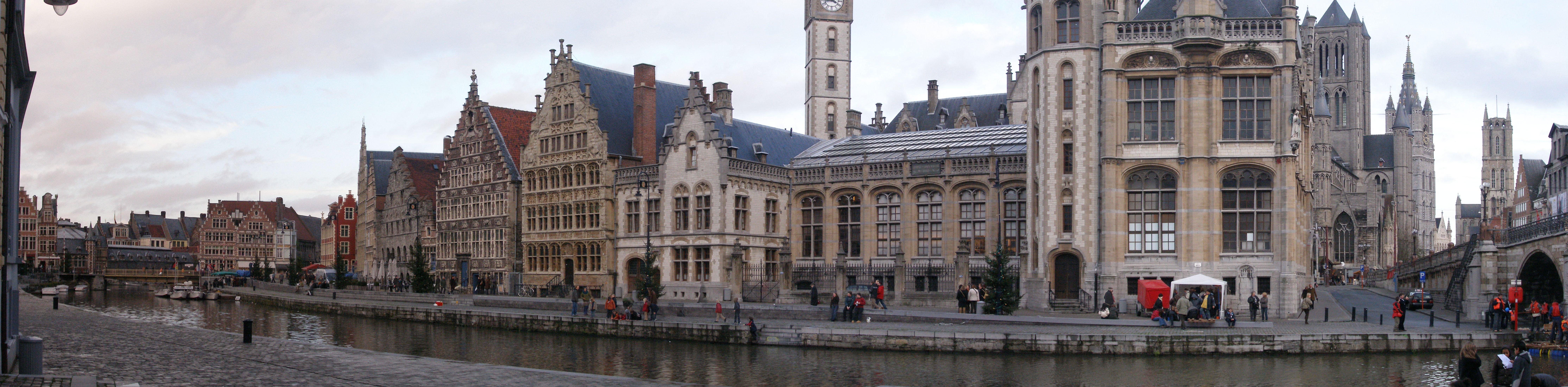
Panoramatický pohled na nábřeží Graslei

  - Katedrála sv. Bavona (St-Baafskathedraal), původně kostel sv. Jana (Sint-Janskerk)
  - Zvonice (Belfort)
  - Kostel sv. Mikuláše (St-Niklaaskerk)
- Radnice (Stadhuis)
- Hrad Gravensteen
- Nábřeží Graslei se zachovalými cechovními domy, z nichž některé pocházejí již z 12. stol.

### Fotografie

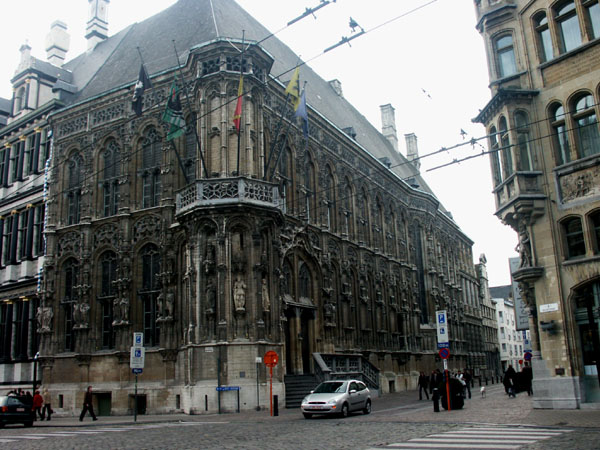
Gentská radnice
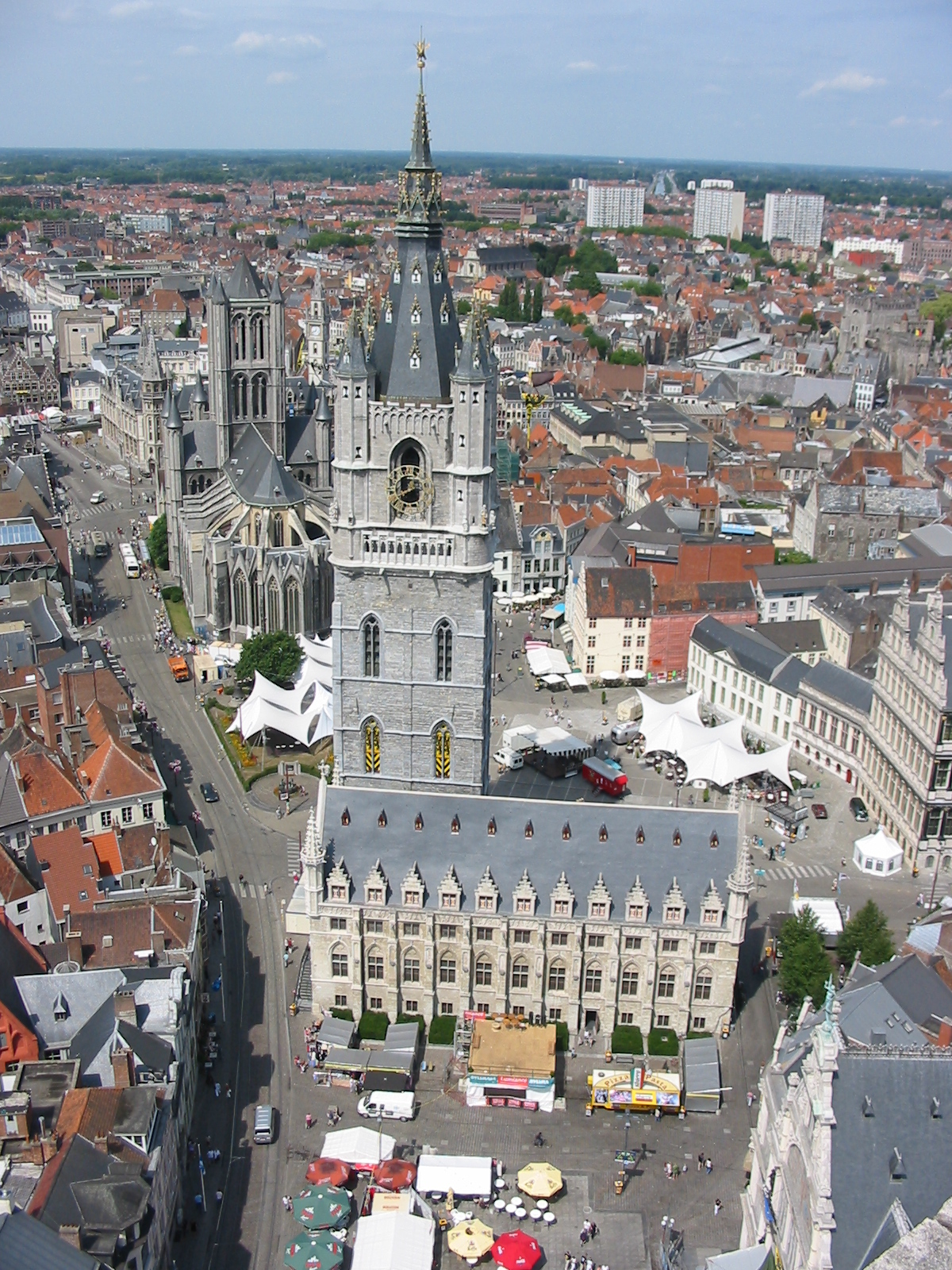
Gentská zvonice (Belfort); za ní je vidět kostel sv. Mikuláše (St-Niklaaskerk)
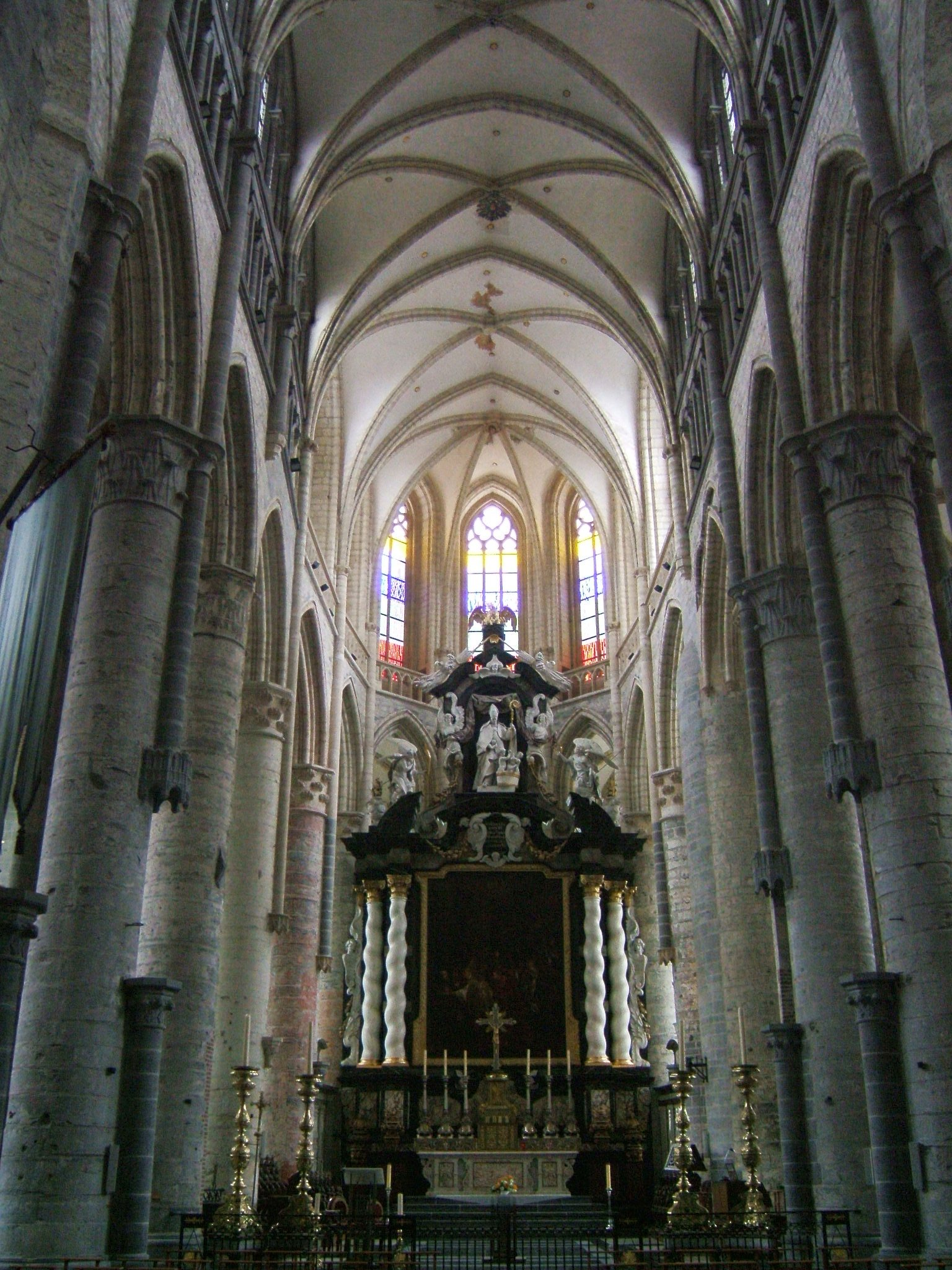
Oltář v kostele sv. Mikuláše
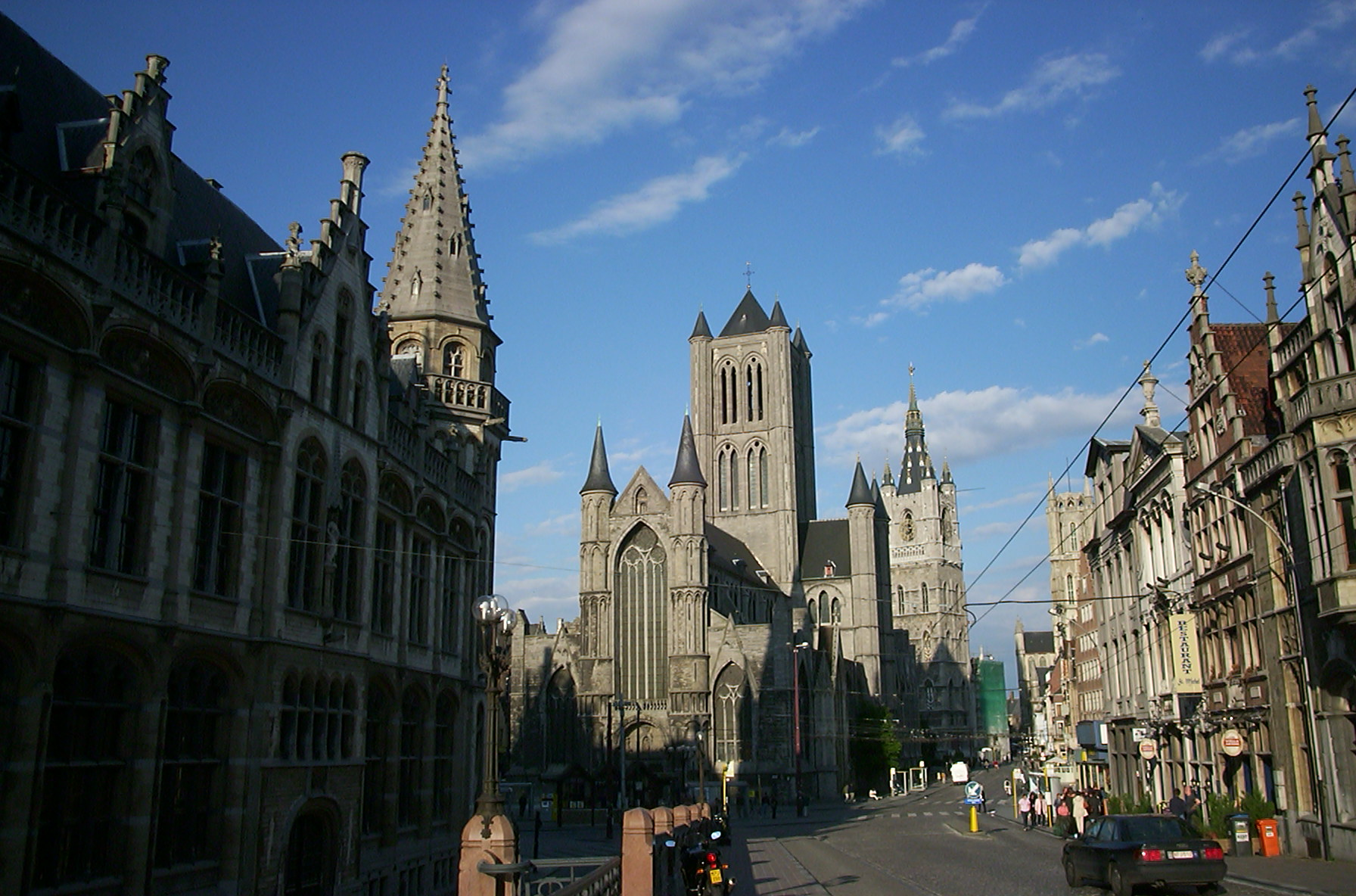
Kostel sv. Mikuláše
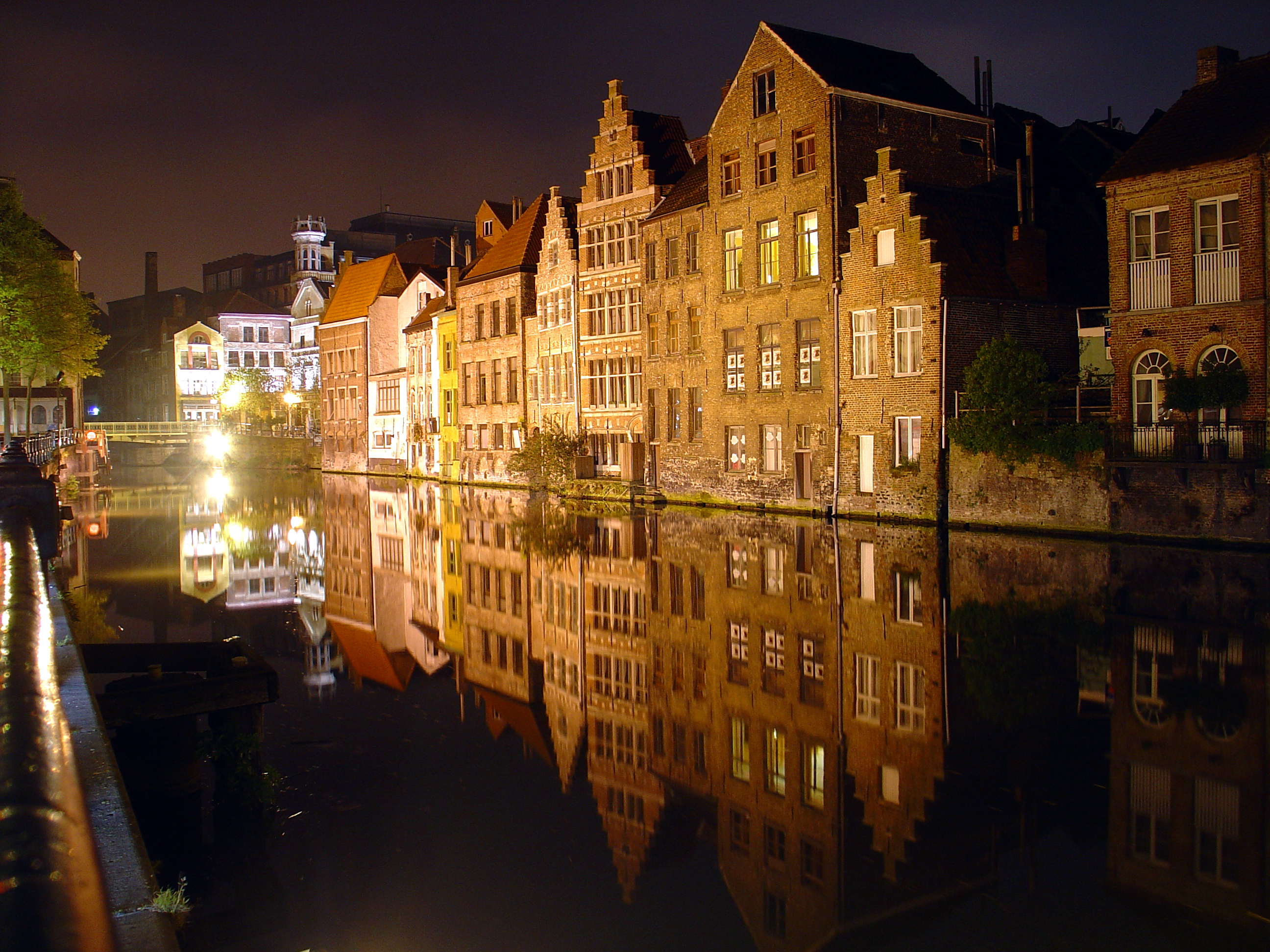
Pohled z nábřeží Kraanlei
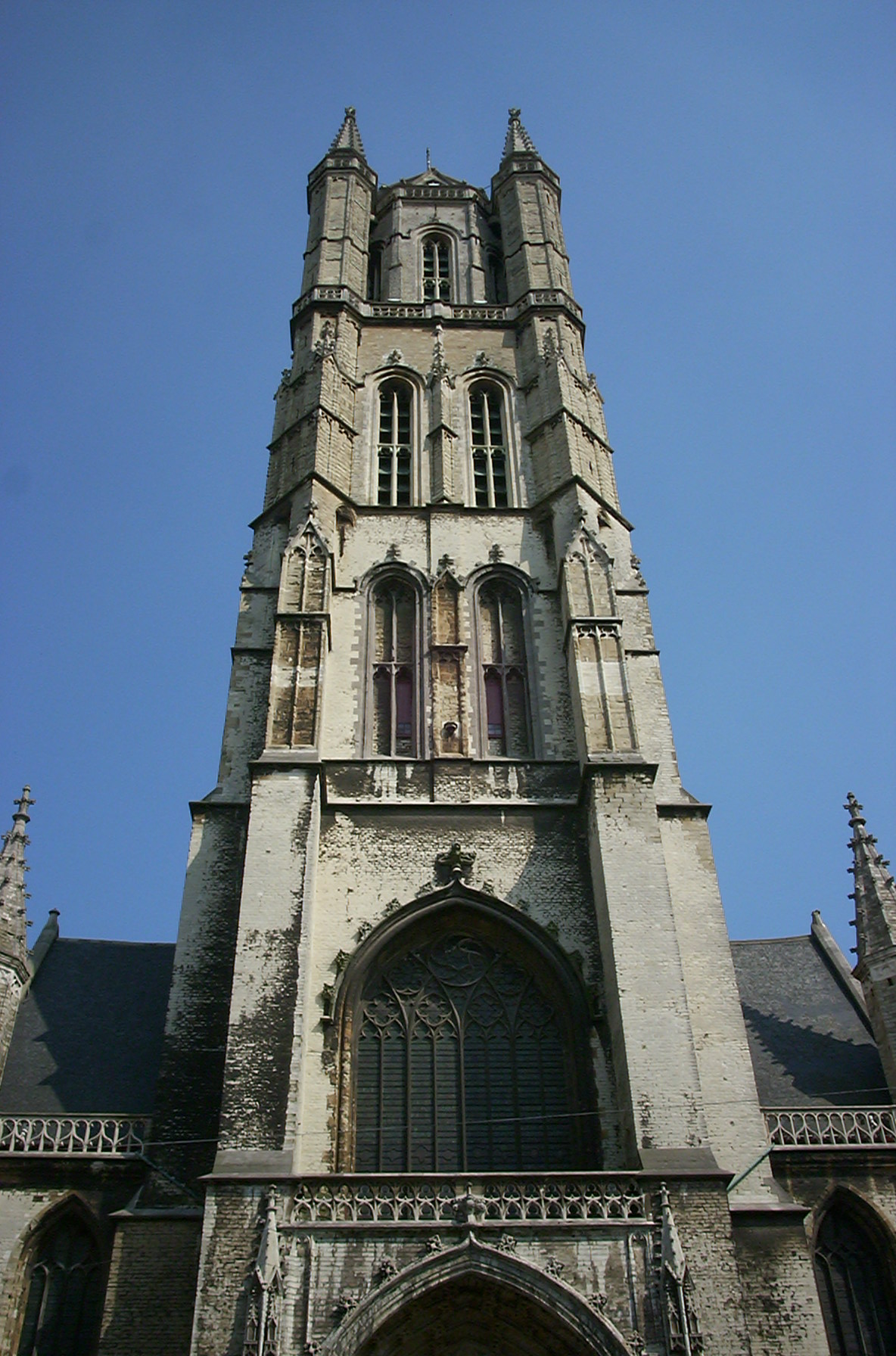
Katedrála sv. Bavona
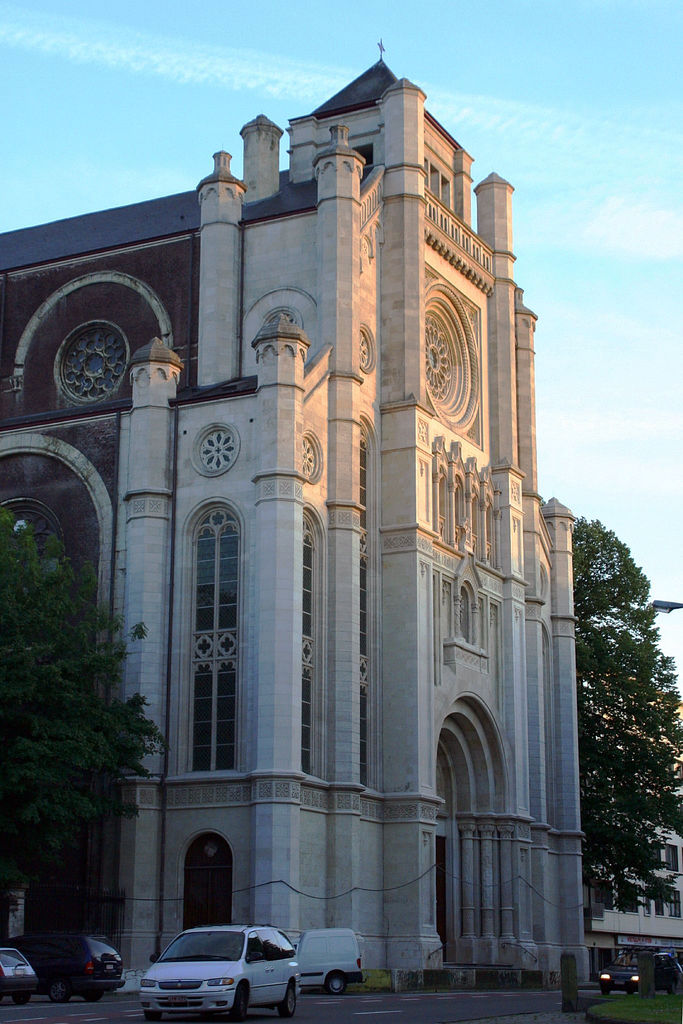
Kostel sv. Anny
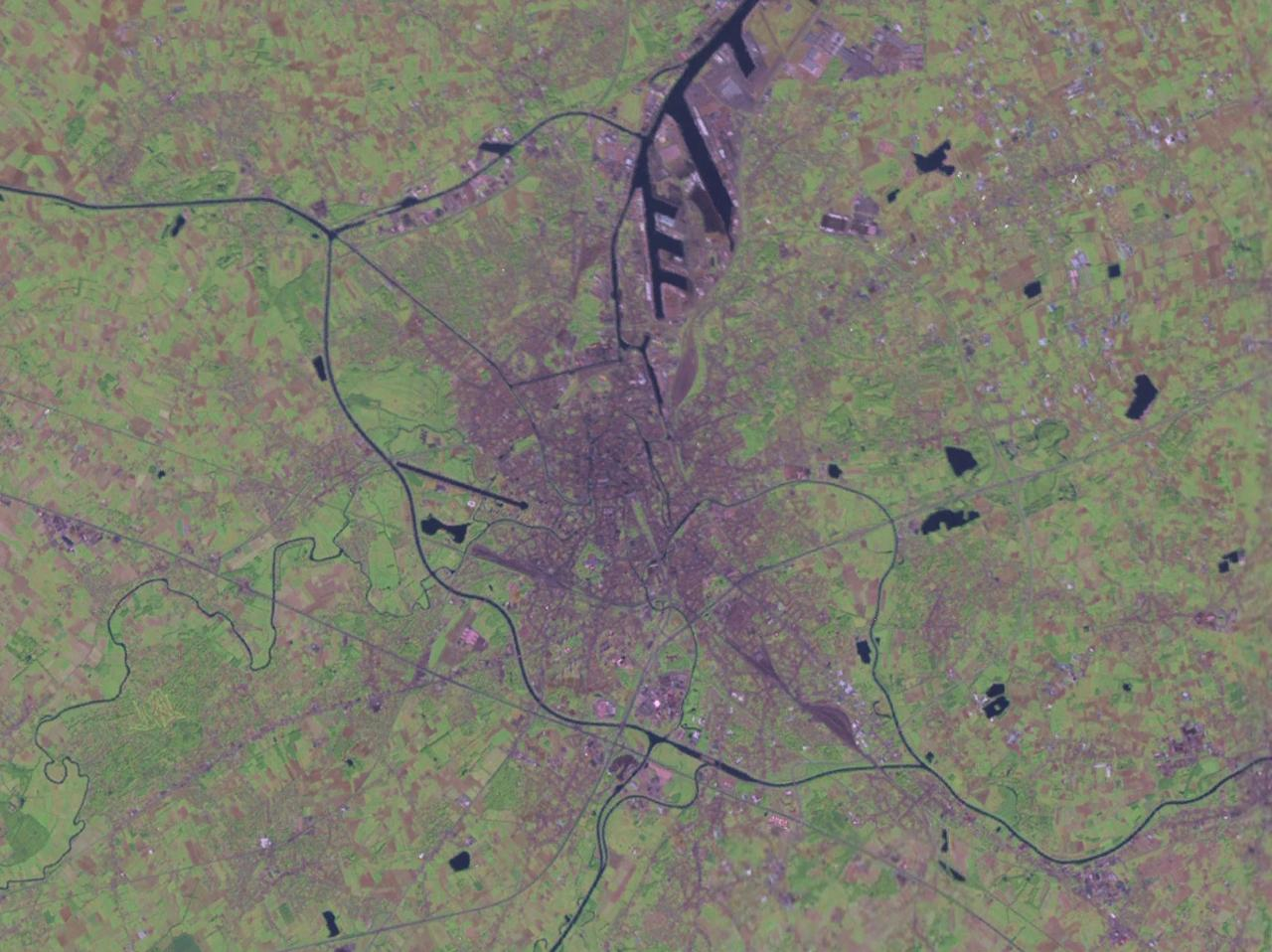
Družicový snímek Gentu
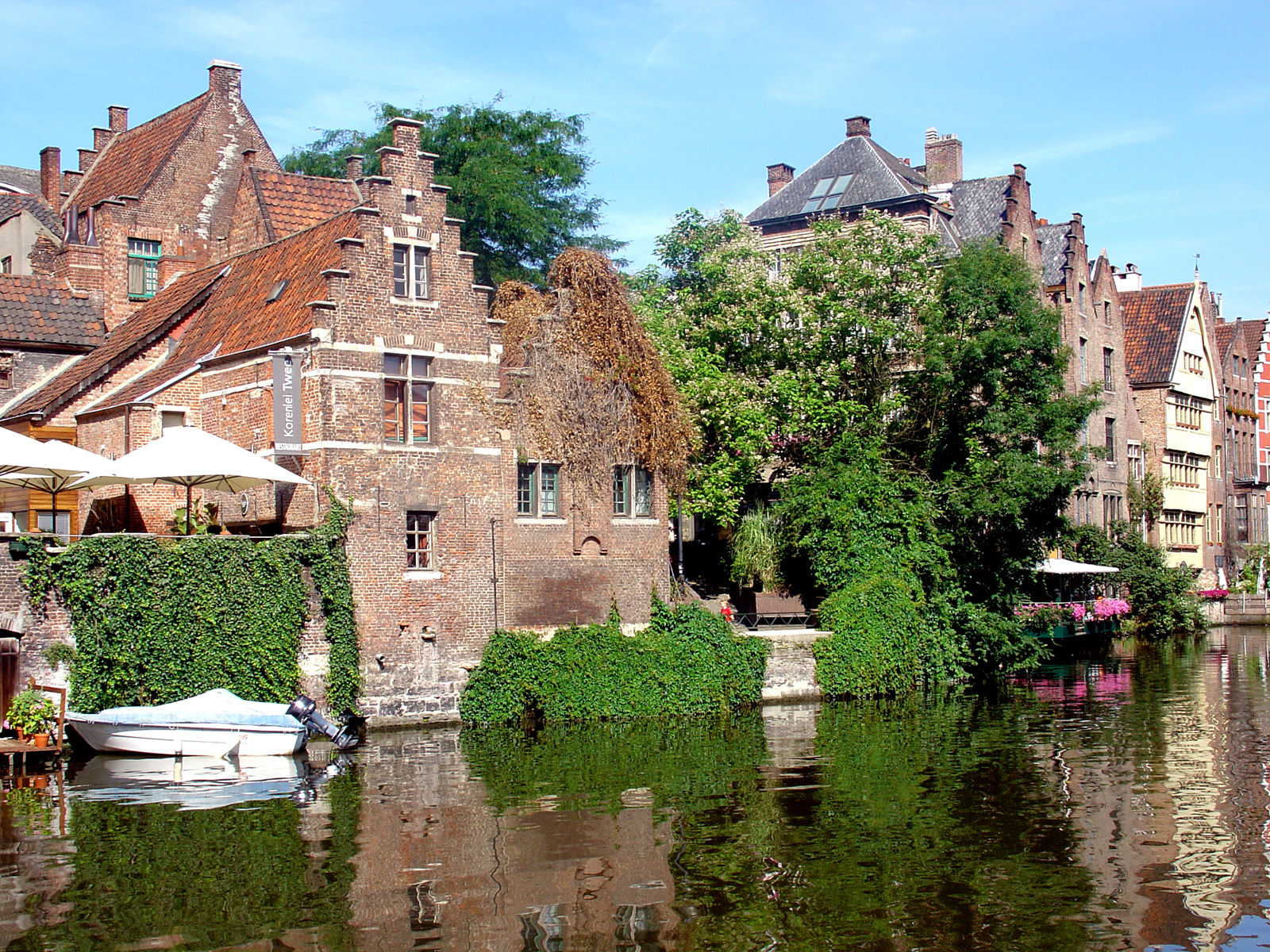
Lodní kanál

## Významné osobnosti

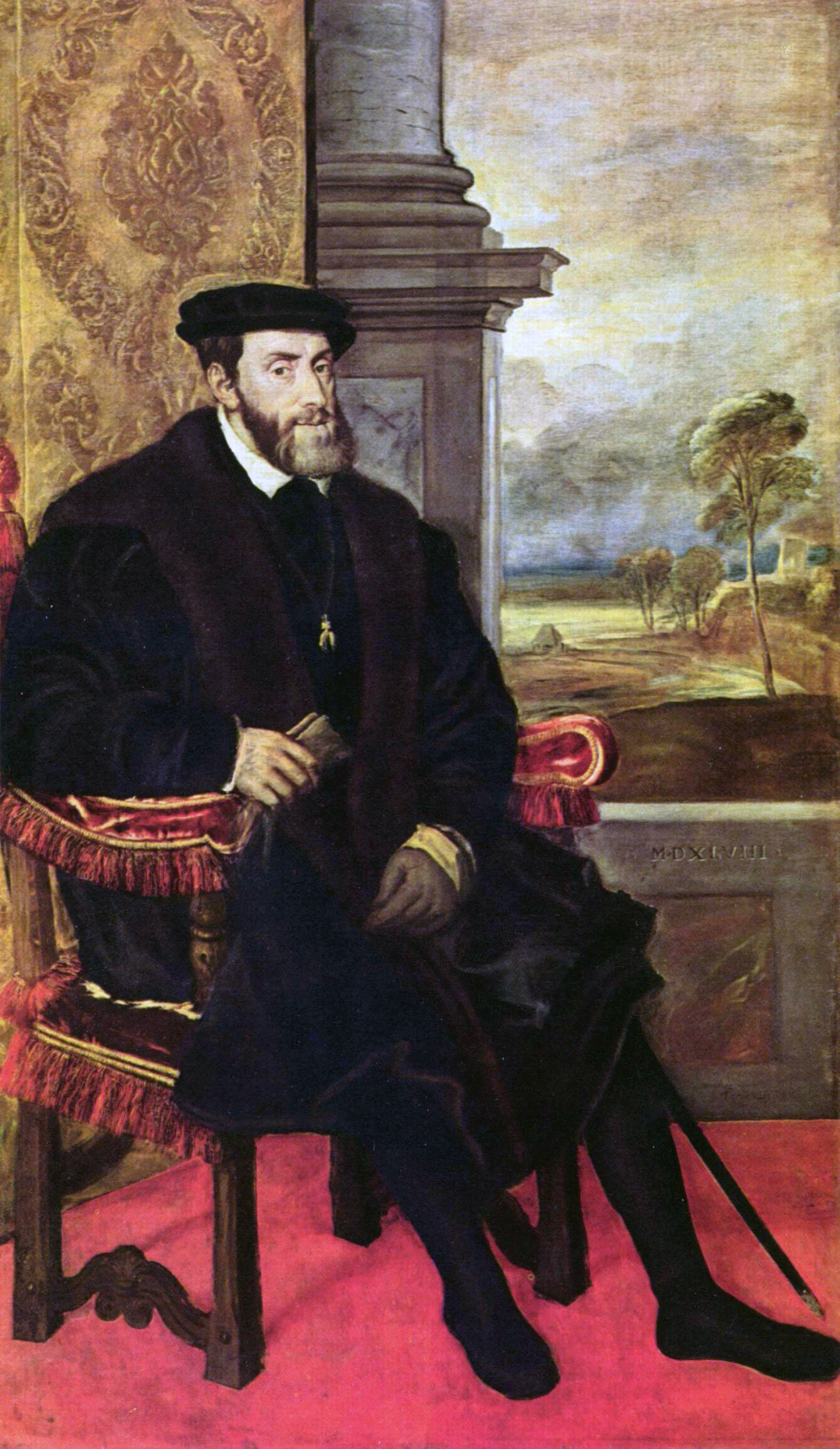
Císař Karel V., narozený v Gentu roku 1500

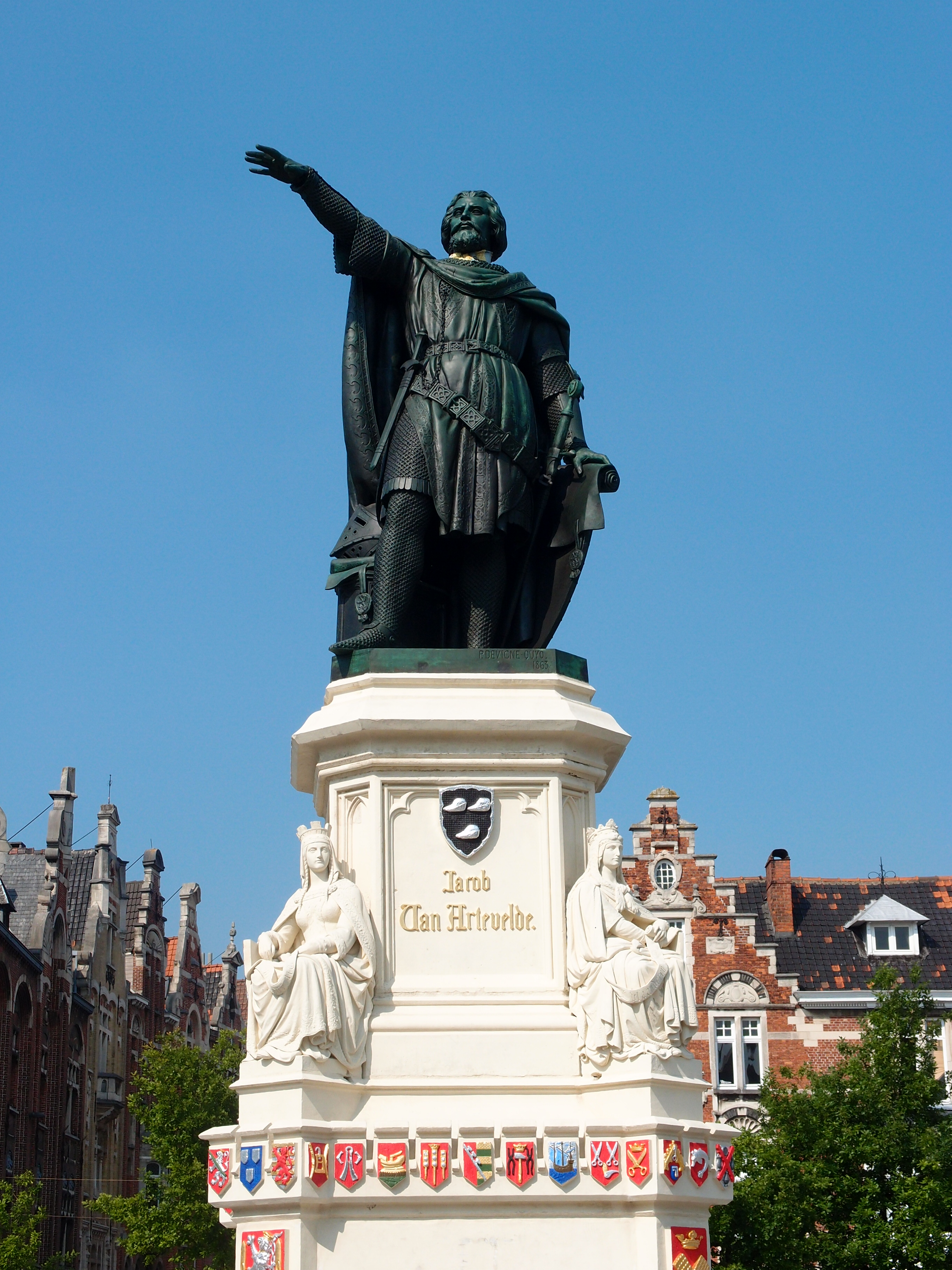
Socha Jacoba van Arteveldeho na Vrijdagmarktu

- Svatý Bavo, patron Gentu (589–654)
- Jindřich z Gentu, scholastický filosof (cca 1217–1293)
- Jacob van Artevelde, státník a politický vůdce (cca 1290–1345)
- Jan z Gauntu, vévoda z Lancasteru (1340–1399)
- Jan van Eyck, malíř (cca 1385–1441)
- Hugo van der Goes, malíř (cca 1440–1482)
- Jacob Obrecht, renesanční hudební skladatel (cca 1457–1505)
- Karel V., císař Svaté říše římské (1500–1558)
- Daniel Heinsius, nizozemský renesanční učenec (1580–1655)
- Caspar de Crayer, malíř (1582–1669)
- Jan Frans Willems, spisovatel (1793–1846)
- Ludvík XVIII., francouzský král, strávil v exilu v Gentu sto dní Napoleonovy vlády roku 1815
- Charles John Seghers, jezuitský kněz a misionář (1839–1886)
- Victor Horta, secesní architekt (1861–1947)
- Maurice Maeterlinck, básník, dramatik, esejista, nositel Nobelovy ceny za literaturu (1862–1949)
- Leo Baekeland, chemik a vynálezce bakelitu (1863–1944)
- Pierre Louÿs, básník a spisovatel (1870–1925)
- Corneille Jean François Heymans, psycholog a nositel Nobelovy ceny za fyziologii a lékařství (1892–1968)
- Benedikt Roezl, český cestovatel, objevitel a zahradník zde pracoval pro zahradnictví van Houtte

## Partnerská města
- Des Moines, Spojené státy americké
- Kanazawa, Japonsko
- Melle, Německo
- Mohammedia, Maroko
- Nottingham, Spojené království
- Saint-Raphaël, Francie
- Tallinn, Estonsko
- Wiesbaden, Německo